# Монголкино
«Монголкино́» (монг. Монгол кино) — киностудия в Монголии.

## История
Киностудия «Монголкино» была основана в 1935 году в Улан-Баторе. Большую помощь в организации киноиндустрии в Монголии оказали советские кинематографисты. Из СССР в Монголию было поставлено необходимое кинооборудование. Начинающие монгольские кинематографисты проходили обучение у советских специалистов.
Первой продукцией новой киностудии были документальные фильмы, выпуски киноновостей.
Первым художественным фильмом с монгольскими актёрами стала кинолента «Сын Монголии» (монг. Монгол хүү), снятая на «Ленфильме», возглавляемая режиссёром Ильей Траубергом в 1937 году. В фильме снялись монгольские актёры: Цевен, Сосор-Барма, Гомбо, Бато-Очир, Игин Хорло, Цигмит, Ир-Кан, Зула Нахашкиев, Рабдан, Пагма.
Первым художественным фильмом, снятым в Монголии, стал «Путь Норжмы», режиссеры Т. Нацагдорж и Л. Шеффер (1938).
1942 год стал этапным для «Монголкино» — был снят исторический художественный фильм «Его зовут Сухэ-Батор», который рассказывал о Дамдине Сухэ-Баторе, руководителе монгольской народной революции и основателе монгольского социалистического государства. Фильм стал совместной работой сразу трех киностудий: «Монголкино», «Ленфильм» и «Ташкентская киностудия». Режиссёрами были Александр Зархи, Иосиф Хейфиц и Тумур Нацагдорж. В фильме снимались советские и монгольские актёры Лев Свердлин, Николай Черкасов, Максим Штраух, Гелик-Дорджи, Эринцин-Норбо, Цаган-Пигмит.
В 1943—1945 годах художественным руководителем «Монголкино» был советский кинорежиссёр Юрий Тарич. В 1945 году Ю. Таричем был снят фильм «Степные витязи» (монг. Цогт тайж — «Цогто-тайджи»), повествующий об исторической личности Цогто-тайджи и о событиях XVII века в Монголии. Фильм снят по сценарию учёного Б. Ринчена. В картине снимались актёры Ц. Цэгмэд, А. Цэрэндэндэв, Д. Бат-Очир, Б. Жигмиддорж и другие.
В 1961—1963 годах на «Монголкино» в качестве художественного руководителя работал Дамир Вятич-Бережных.
В период с 1930-х по 1980-е годы в Монголии появилась собственная плеяда талантливых кинодеятелей. Среди них такие, как режиссёры Ц. Зандра, Равжагийн Доржпалам, Ж. Бунтар, Б. Сумху, актёры Г. Гомбосурэн, Д. Ичинхорло, Ц. Дашнамжил, Л. Лхасурэн, Д. Гомбожав, Ц. Цэвэгмид, З. Цэндэху, Т. Цэвэнжав.
В 1960—1980 годах продолжалась плодотворное творческое сотрудничество монгольских и советских кинематографистов. Были сняты совместные фильмы «Исход» (1968), «Слушайте на той стороне» (монг. Дайсны цэргүүдээ сонсоцгоо!) (1971), «Через Гоби и Хинган» (1981).

## 1990—2000-е годы
В начале 1990-х годов в Монголии произошла смена политико-экономического строя. Её издержки оказались тяжелыми для монгольского кино: стали меньше снимать новые фильмы, а те, что выпускали, почти негде было демонстрировать — многие кинотеатры были закрыты и проданы бизнесменам.
Постепенно ситуация началась выправляться. В частности, монгольские кинематографисты обратились к теме, в социалистической Монголии запрещённой: к теме о Чингисхане. В 2008 году был снят фильм «Нельзя умирать. Чингисхан». В 2013 году состоялась премьера фильма «Аравт: 10 воинов Чингисхана», получившего пяти премий кинофестиваля «Mongolia awards-2013». Этот фильм вышел в прокат в Китае, Великобритании, Франции, Германии, Южной Корее, Гонконге, Новой Зеландии, Таиланде, Мексике, Чили.

## Список фильмов
- Сын Монголии (1937)[4]
- Его зовут Сухэ-Батор (1942)[4]
- Степные витязи (1945)[4]
- Два скотовода (1955)
- Что нам мешает (1956)
- Коня бы мне! (1959)
- Посланец народа (1959)
- Ох, уж эти девушки! (1963)
- По зову сердца (1966)
- Наводнение (1967)
- Суровое утро (1969)
- Исход (1968)
- Прозрачный Тамир (1970)[11]
- Слушайте, на той стороне (1971)
- В логове (1973).
- Через Гоби и Хинган (1981)
- Пять пальцев одной руки (1983)[12]
- Я тебя люблю (Монголия, 1985)
- Мышь и верблюд, мультфильм (совместно с Союзмультфильмом, 1987)
- Силою вечного неба (1987)
- Мудрая княгиня Мандухай (1988)
- Оранжевый конь (1999)
- Будда знает путь (2003)
- История о плачущем верблюде (2003)
- Пещера желтого пса, (2005)
- Нельзя умирать. Чингисхан (2008)
- Мерзость (2010)
- Операция «Татар» (2010)
- Мой бедный папа (2010)
- Oxygen (2010)
- Аравт — 10 воинов Чингисхана (2012)